# ヘルムート・リーゼガング
ヘルムート・リーゼガング（Helmuth Liesegang、1858年7月18日 - 1945年7月31日）はドイツの画家である。デュッセルドルフ美術アカデミーで学んだ風景画家（デュッセルドルフ派）の一人である。

## 略歴
現在のドイツ、ノルトライン＝ヴェストファーレン州のデュースブルクで高校教師の息子に生まれた。祖父はブランデンブルクのペルレベルクの教区監督官(Superintendent)を務めた人物で、兄にヴィースバーデンの図書館長になるエーリッヒがいる。
1868年に父親の転勤で家族はクレーヴェに移り、クレーヴェの学校で学んだ後、1877年から、デュッセルドルフ美術アカデミーに入学し、1886年まで主にオイゲン・デュッカーに学んだ。カール・エルンスト・フォルベルクから版画も学んだ。
後輩の学生のアルトゥール・カンプ(Arthur Kampf)と1885年にパリを訪れ、ジャン＝フランソワ・ミレーやジュール・バスティアン＝ルパージュやバルビゾン派の画家の作品から影響を受けた。その後、ベルギーやオランダを旅して風景を描き、オランダのハーグ派のスタイルの影響を受けた。オランダのカトウェイクでドイツ印象派の重要な人物のマックス・リーバーマンと知り合った。美術アカデミーの同僚、オロフ・イェルンベルクと親しく、1889年にイェルンベルクやハインリヒ・ヘルマンスと美術家グループ「Lucas-Club」の創立メンバーとなった。その後、このグループは「ラインラント・ヴェストファーレン美術協会(Kunstverein für die Rheinlande und Westfalen)」に合流し、分裂し、1899年に「聖ルカ・クラブ(St. Lukas-Club)」となった。1888年からデュッセルドルフの美術家協会、「Malkasten」の会員であり 、ドイツ芸術家組合(Deutscher Künstlerbund)やデュッセルドルフ芸術家互助協会(Vereins der Düsseldorfer Künstler zur gegenseitiger Unterstützung und Hilfe)の会員だった。1943年のゲーテ・メダルなど多くの賞を受賞した。

## 作品

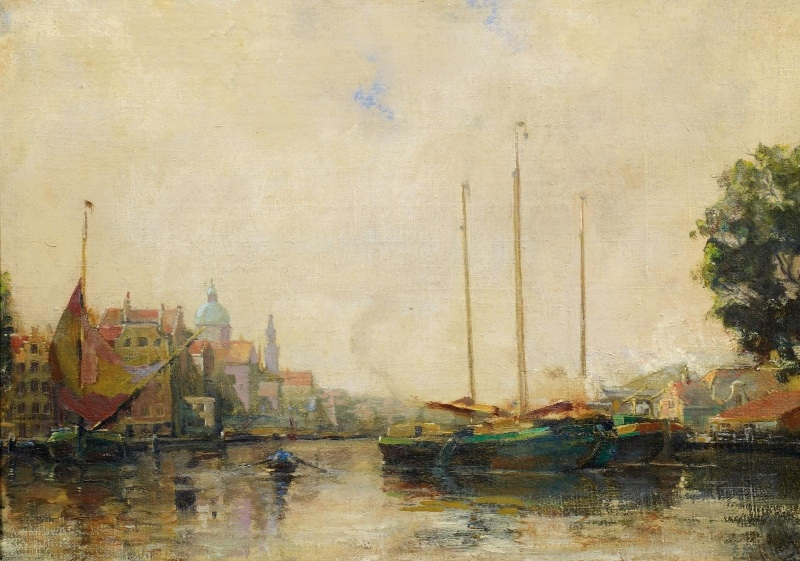
港
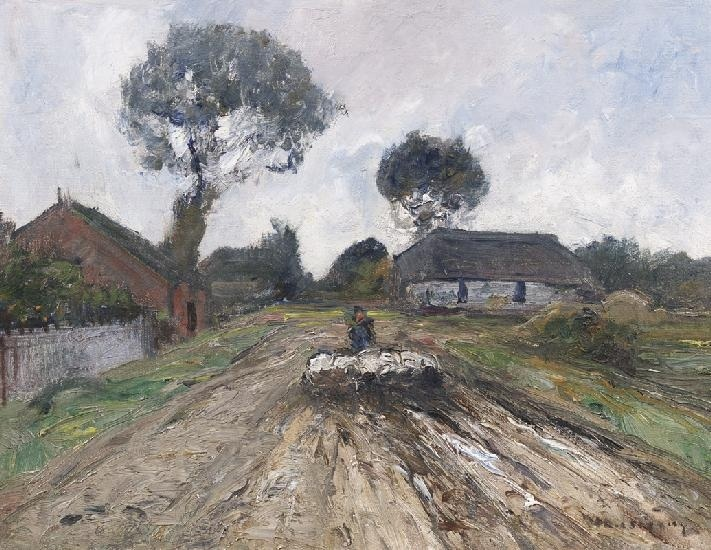
村の道の羊と羊飼い
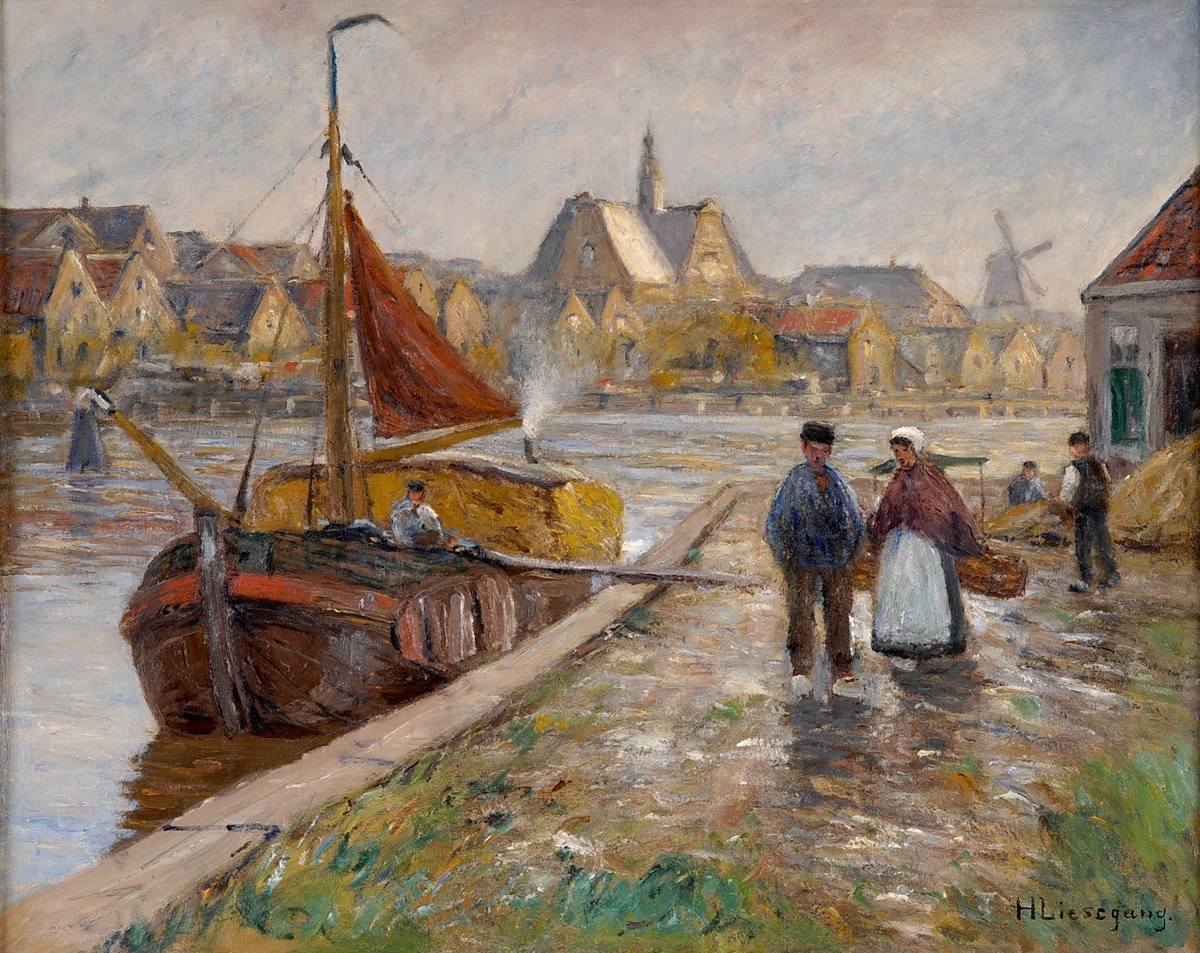
オランダの風景

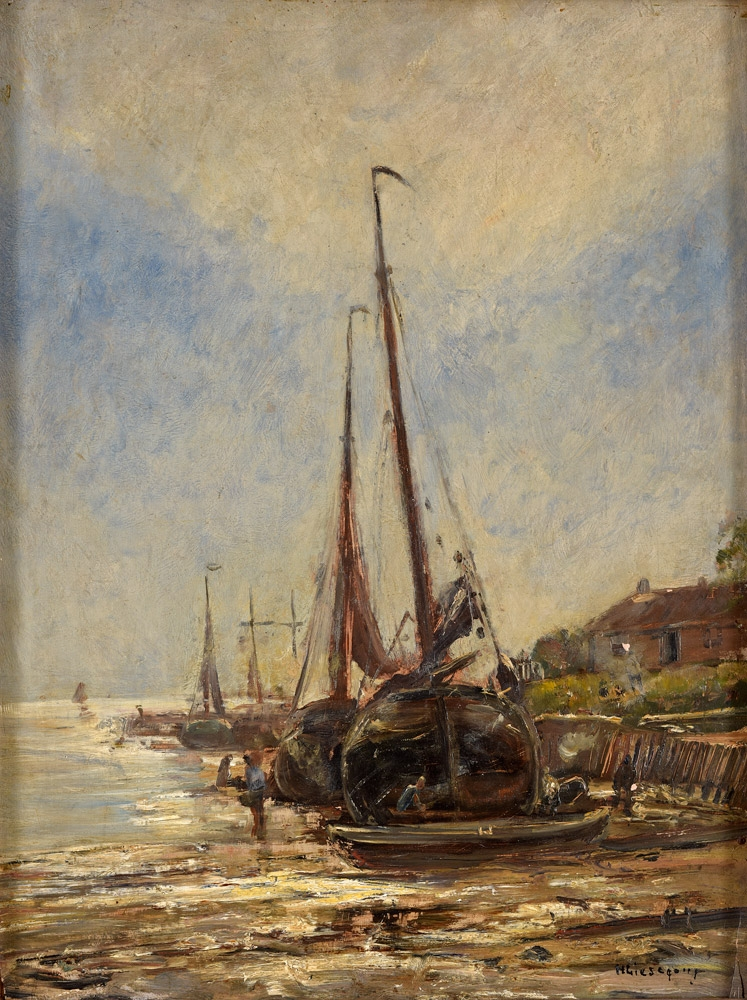
小さな漁港
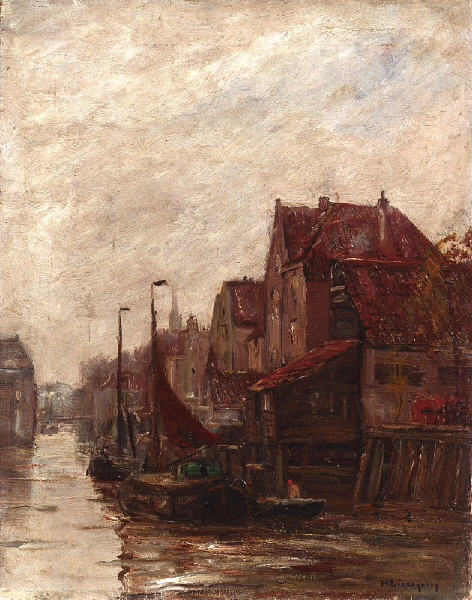
ベルギーの港
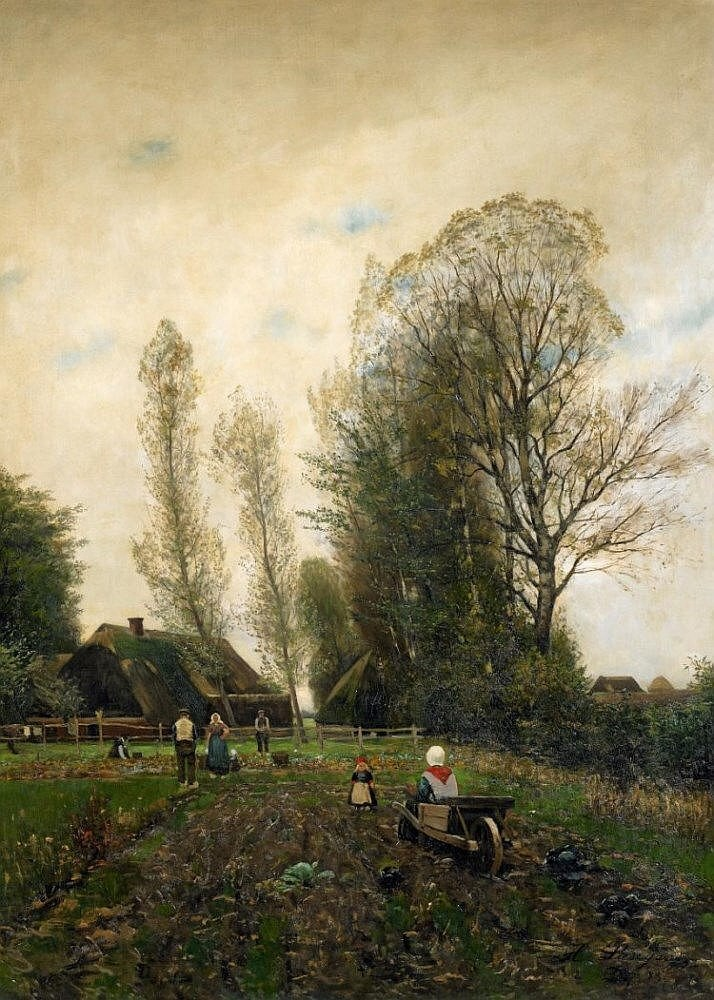
ネーデルライン川沿いの農家
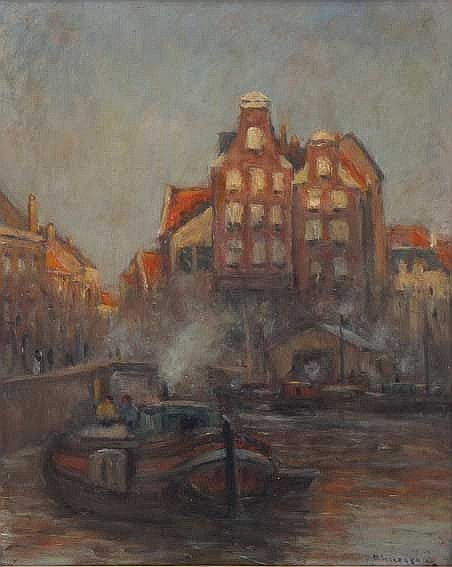
ロッテルダム旧市街